# Alcis nigricata
Alcis nigricata är en fjärilsart som beskrevs av Fuchs 1875. Alcis nigricata ingår i släktet Alcis och familjen mätare. Inga underarter finns listade i Catalogue of Life.